# John Babington (Ritter)
Sir John Babington of Dethick (* um 1423; † 22. August 1485) war ein englischer Ritter aus der englischen Adelsfamilie Babington. 

## Leben
Er war ein Sohn von Thomas Babington († 1464) und Isabel, Tochter des Robert Dethick. Beim Tod seines Vaters erbte er den aus der Familie seiner Mutter stammenden Familiensitz Dethick Manor bei Matlock in Derbyshire.
1479 war er Sheriff of Derbyshire, Nottinghamshire and The High Forests. Während der Rosenkriege kämpfte er für das Haus York, unter Eduard IV. im April 1471 in der Schlacht von Barnet und später für Richard III. im August 1485 in der Schlacht von Bosworth. In letzterer fiel er durch die Hand von Sir James Blount.

## Ehe und Nachkommen
Seit 1448 war er mit Isabell († 1486), Tochter des Henry Bradburne, verheiratet. Das Paar hatte folgende Kinder:
- Sir Thomas († 1518)
- Henry
- Beatrice ⚭ Ralph Pole
- Anne ⚭ James Rolleston
- Margaret ⚭ Edmund Pilkington
- Elizabeth ⚭ Ralph Francis
- Isabell ⚭ John Rosel
- Cecily ⚭ John Samon